# Laura Giordano (Sängerin)
Laura Giordano (geb. 9. Juni 1979 in Palermo, Italien) ist eine italienische Opernsängerin (Sopran).

## Leben
Giordano begann ihr Gesangsstudium mit 16 Jahren und war Teilnehmerin bei einigen Produktionen des Teatro Massimo Palermo und des Teatro Massimo Bellini di Catania. Sie gewann 1997 und 1998 den OperaLaboratorio-Wettbewerb des Teatro Massimo Palermo.
Dabei debütierte sie in der Hauptrolle in Gaetano Donizettis Oper I pazzi per progetto und Gioachino Rossinis Adina. Von 1998 bis 1999 nahm sie Unterricht bei Maria Chiara und Alida Ferrarini. Seither arbeitet sie gastierend als Sängerin, u. a. an der Mailänder Scala (2004), der Oper Nizza (2004, 2005), der Semperoper, dem Teatro Real in Madrid, am Théâtre du Châtelet in Paris etc. Zudem sang sie im Mai 2007 bei den Salzburger Festspielen und gastierte auch beim Rheingau Musik Festival.

## Repertoire (Auswahl)
- 2007: La pietra del paragone (als Fulvia)
- 2010: La Bohème (als Musetta)
- 2015: Don Giovanni (als Donna Anna)
- 2015: Die Zauberflöte (als Pamina)

## Diskografie

### DVD
- La Bohème, Giacomo Puccini. Opus Arte, OA 0961, 2006[1][2]
- La pietra del paragone, Gioachino Rossini. Naive, V5089, 2007[3][4][5]
- Don Pasquale, Gaetano Donizetti. Arthaus Musik, 101303, 2007[6][7]
- Riccardo Muti – Lezioni concerto, 5. La lezione: Muti incontra Cimarosa. Gruppo Editoriale L’Espresso S.p.A., 2009[8]
- Roberto Alagna Live. Deutsche Grammophon, LC00173 – 0762797 – EDV17, 2010

### CD
- Rossini Discoveries, Gioachino Rossini. Decca, 4702982, 2002[9]
- L’olimpiade, Antonio Vivaldi. Opus 111, OP30316, 2003[10][11][12]
- Don Pasquale, Gaetano Donizetti. RAI Trade, RTTI 0002, 2008
- Il ritorno di Don Calandrino, Domenico Cimarosa. Gruppo Editoriale L’Espresso S.p.A., 2009[8]

### Interviews
- Repubblica Tv (2015-10-17), Il Flauto Magico di Mozart debutta al Teatro Massimo (italienisch)
- Messaggero Veneto (2015-06-30), Mi garba cantare a casa del doge (italienisch)
- Repubblica Tv (2015-04-16), Cavalleria e Toréador, un dittico al Massimo di Palermo (italienisch)
- Sicilia in Rosa (2015-02-16), Laura Giordano: "La musica? È arrivata come uno schiaffo" (italienisch)
- Rai 1, Sottovoce – Laura Giordano (2012-07-25) (italienisch)